# Chiesa di San Giovanni Battista Decollato (Annicco)
La chiesa di San Giovanni Battista Decollato è il principale edificio di culto di Annicco, in provincia e diocesi di Cremona. Fa parte della zona pastorale 2. 

## Storia
La chiesa risulta citata nel Liber Synodalium del 1385 e nelle Rationes Censum et Decimarum del 1404, dove è riportata come dipendente dalla pieve di Oscasale.
Nel 1601 ricevette la visita del vescovo di Cremona Cesare Speciano, che la riporta come inserita nel vicariato foraneo di Soresina. Il clero risultava composto da un arciprete, tre sacerdoti, un suddiacono e due chierici.
La chiesa attuale risale agli inizi del XVII secolo.
Nel 1975, in seguito alla riforma dell'organizzazione territoriale della diocesi, fu attribuita alla zona pastorale 2.
Nel 2019 furono portati a termine lavori sul riscaldamento e sulle luci, dotate di sensori di movimento.

## Descrizione

### Esterno
La chiesa, orientata sull'asse nord-sud, presenta una pianta a croce latina, con transetto terminante sul presbiterio rettangolare e sull'abside semicircolare. 
La facciata, sul lato meridionale dell'edificio, è a doppio registro ed è coronata al centro da un frontone triangolare, sulla cui sommità si trova una croce ferrea. L'ordine inferiore è scandito da otto lesene lisce con capitelli dorici che inquadrano il portale d'accesso centrale e i due portali laterali, i quali sono decorati da coronamenti mistilinei di colore bianco. L'ordine superiore presenta al centro un finestrone ovale, ai cui fianchi si trovano due coppie di lesene con capitelli ionici.
Sul lato est, addossato all'intersezione tra il transetto e il presbiterio, trova spazio la sacrestia con ingresso rivolto a nord, chiusa sul lato orientale dal campanile.